# Trip (ETCS)

Symbol der Betriebsart Trip im Driver Machine Interface (DMI)

Trip (Abkürzung TR) wird im europäischen Zugbeeinflussungssystem ETCS eine Betriebsart bezeichnet, in der eine unmittelbare Zwangsbremsung ausgelöst wird bzw. läuft, die erst im Stand wieder aufgelöst werden kann.
Laut ETCS-Spezifikation ist Trip eine Betriebsart der ETCS-Fahrzeugausrüstung, in die beispielsweise nach Vorbeifahrt am Ende der Fahrterlaubnis (EOA) gewechselt wird und die zu einer Zwangsbremsung führt, die nur im Stand und mit zusätzlichen Vorsichtsmaßnahmen aufgehoben werden kann („ERTMS/ETCS on-board equipment mode (e.g. entered when passing an EOA), resulting in an application of the emergency brake that can only be revoked at standstill and with additional precautions“). Ein Train Trip wird gemäß ETCS-Spezifikation ausgelöst, wenn ein Zug ein EOA oder ein LOA überfährt (soweit keine Verfahren zur Überbrückung genutzt wird) und führt zur unmittelbaren Auslösung einer Zwangsbremsung.
TR ist einer von 17 Modes der aktuellen ETCS-Spezifikation. Er steht in den Leveln 0, NTC, 1, 2 und 3 zur Verfügung.
Die Bezeichnung ist vom englischen Verb to trip abgeleitet, „ein Bein stellen“. Bei der Deutschen Bahn wurde die Betriebsart um 2010 als ETCS-Zwangsbremsung bezeichnet.

DMI während einer Zwangsbremsung (rotes Symbol links unten) in Folge einer Geschwindigkeitsüberschreitung aus momentan 174 auf zulässige 160 km/h in Vollüberwachung, ohne Wechsel in die Betriebsart Trip

Eine Zwangsbremsung ist in ETCS nicht mit einem Trip gleichzusetzen. Beispielsweise führt eine bloße Überschreitung der zulässigen Geschwindigkeit (Permitted Speed) zu einer Zwangsbremsung, die jedoch kein Trip ist, so lange nicht am EOA/LOA vorbeigefahren wird.

## Gründe
Eine Reihe von Gründen können zu einem Wechsel in die Betriebsart Trip führen. Dazu zählen:
- die Überschreitung von EOA oder LOA mit der minimalen sicheren Zugspitze (in ETCS Level 2 oder 3)[6]
- die Überschreitung von EOA oder LOA mit der minimalen sicheren Antennenposition (in ETCS Level 1)[7]
- ein unbedingter Nothaltauftrag[8]
- in ETCS Level 1 eine Geschwindigkeitsbeschränkung am Signal („Signalling related speed restriction“) auf 0[9]
- bei verketteten Balisengruppen, wenn diese entgegen der erwarteten Richtung befahren werden[10]
- bei verketteten Balisengruppen, wenn eine erwartete Balisengruppe nicht im Suchfenster gefunden wird und als Reaktion „Trip“ projektiert ist.[11] Beispielsweise sollten in Deutschland „Haltbalisen“ beim Verfahren „Durchfahren eines Bereiches mit gestörter Funkversorgung“ projektiert und damit sichergestellt werden, dass ein etwaiger Haltbefehl sicher ausgewertet wird.[12]
- bei einem Funkabriss, der über eine definierte Zeitspanne (Nationaler Wert T_NVCONTACT) hinausgeht und „Train trip“ als Reaktion (per Nationalem Wert) vorgegeben ist[13]
- wenn in einer Balise eine größere Systemversion gelesen wird, die über die unterstützten Systemversionen des Fahrzeuggeräts hinausgeht[14]
- die Einfahrt in einen für den Zug im Hinblick auf Lademaß, Antrieb oder Achslast nicht geeigneten Gleisabschnitt[15]
- unzulässige manuelle Levelwechsel[16]

## Ablauf
Die ETCS-Fahrzeugausrüstung ist in der Betriebsart Trip dafür verantwortlich, den Zug zu stoppen und weitere Bewegungen zu verhindern. Der Triebfahrzeugführer trägt keine Verantwortung für die Bewegung des Zuges. Die Bremsen können in TR nicht gelöst werden.
Die ETCS-Fahrzeugausrüstung fordert den Triebfahrzeugführer zur Bestätigung des Trips auf, sobald der Zug zum Halt gekommen ist. Eine derartige Bestätigung ist zwingend erforderlich, um die Betriebsart Trip zu verlassen. Zur Bestätigung erscheint ein gelbes, blinkend eingerahmtes Ampelsymbol mittig unterhalb der Tachoscheibe. Ein Fahrzeug in Trip wechselt, wenn es zum Halt gekommen ist und der Triebfahrzeugführer den Trip bestätigt hat, in die Betriebsart Post Trip (PT). Die Bremsung wird dabei gelöst.
Die ETCS-Fahrzeugausrüstung soll den Triebfahrzeugführer über den Grund des Trips informieren.